# Blok Rozwoju i Oporu
Blok Rozwoju i Oporu − blok parlamentarny w libańskim Zgromadzeniu Narodowym, w skład którego weszły: Blok Wyzwolenia i Rozwoju (przede wszystkim świeccy szyici z prosyryjskiego Amalu) oraz Blok Wiary i Oporu (głównie radykalni szyici z proirańskiego Hezbollahu), a także nacjonaliści panarabscy (Ludowa Organizacja Nasserystowska, Baas) i wielkosyryjscy (Syryjska Partia Socjal-Nacjonalistyczna) i inne, drobne ugrupowania (m.in. Partia Solidarności). W wyborach parlamentarnych w 2005 roku zdobył 35 miejsc. Wraz z Blokiem Zmian i Reform utworzył, związany z Syrią, tzw. Sojusz 8 Marca, rywalizujący z Sojuszem 14 Marca. Blokowi Rozwoju i Oporu przewodniczy Mohammad Raad z Hezbollahu.